# Джон Вільям Касільєр
Джон Вільям Касільєр (англ. John William Casilear; 25 червня 1811 — 17 серпня 1893) — американський гравер і художник-пейзажист, учасник Школи річки Гудзон.

## Біографія
Народився 25 червня 1811 року в Нью-Йорку.
Спочатку навчався у відомого нью-йоркського гравера Пітера Маверика (англ. Peter Maverick) в 1820-х роках. Потім навчався у Ашера Дюрана, після чого став працювати самостійно. Вони стали друзями і довгий час працювали в Нью-Йорку. До середини 1830-х років Дюран став цікавитися пейзажним живописом завдяки своїй дружбі з Томасом Коулом і звернув увагу до неї Джона Касільєра.
До 1840 року Касільєр сформувався як художник. Здійснив подорож до Європи разом з Дюраном Ашером, Джоном Кенсеттом і Томасом Росситером, де відвідував музеї, створив деякі ескізи, з'явився інтерес до живопису. Поряд з пейзажним живописом займався гравіюванням, але до середини 1850-х років повністю припинив свою кар'єру гравіювальника і переключився на живопис.
Джон Вільям Касільєр був асоційованим членом Національної академії дизайну з 1833 року, дійсним членом — з 1851 року; тут виставляв свої роботи протягом більше п'ятдесяти років.
Мав власну студію в Нью-Йорку. У 1867 році в місті Tamworth, штат Нью-Гемпшир, одружився з Хелен Ховард (англ. Helen M.Howard). У них був син Джон Касільєр (англ. John W. Casilear, 1868—1937).
Помер у місті Саратога-Спрінгс, штат Нью-Йорк 17 серпня 1893 року. Похований на Бруклінському кладовищі Грін-Вуд.

## Праця
В даний час його роботи знаходяться в колекціях музею Метрополітен-музею (Нью-Йорк), Національної галереї мистецтв (Вашингтон), в маєтку Ringwood Manor, штат Нью-Джерсі.

Деякі роботи
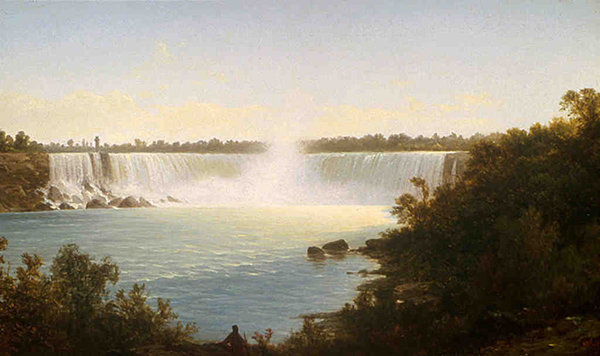
Niagara Falls
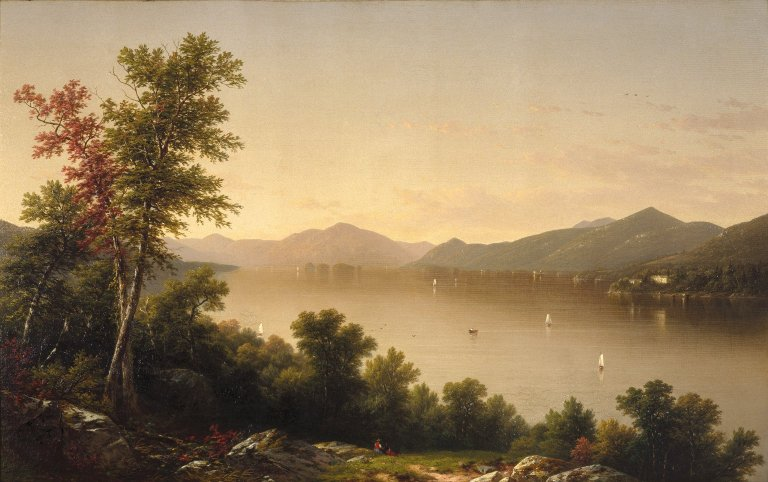
Lake George
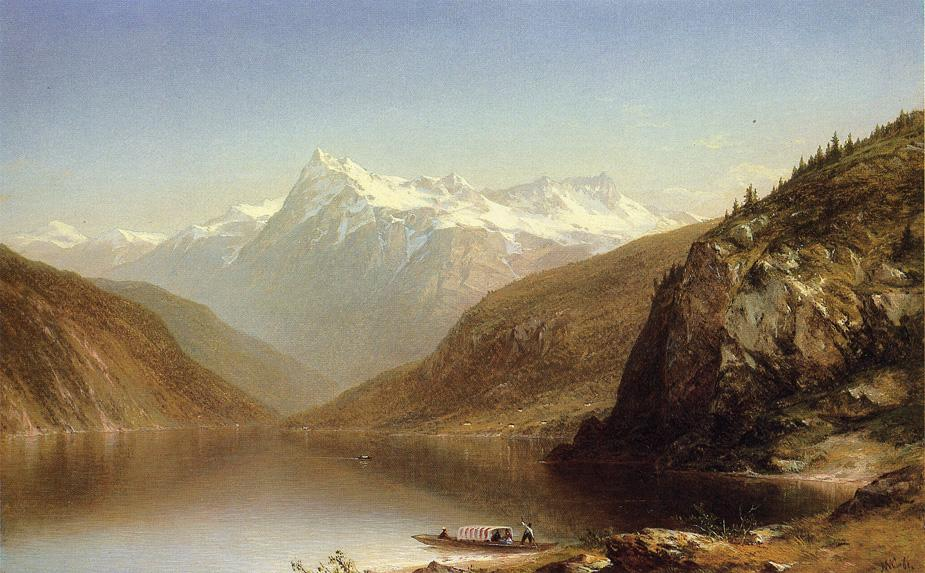
Mountain Lake